# 伯特林根
伯特林根是德国巴登-符腾堡州的一个市镇。总面积8.26平方公里，总人口1743人，其中男性870人，女性873人（2011年12月31日），人口密度211人/平方公里。